# Malabo
Malabo, anteriormente llamada Santa Isabel, es la capital de Guinea Ecuatorial (aunque está en construcción la futura capital Oyala-Ciudad de la Paz, que la reemplazará) y de la provincia de Bioko Norte. Está localizada en la costa norte de la isla de Bioko —isla conocida antiguamente por los bubis, sus habitantes autóctonos, como Etulá y como Fernando Poo por los europeos— y tiene una población aproximada de 297 000 habitantes.
Los idiomas oficiales de la ciudad, así como de todo el país, son el  español (idioma principal y prácticamente el único usado), el francés y el portugués.
Malabo es la ciudad más antigua de Guinea Ecuatorial. Por este motivo se pueden ver una gran cantidad de edificios con arquitectura colonial que al mismo tiempo conviven con edificios modernos construidos en la última y reciente etapa, ya después de la independencia. Las calles del centro, con un diseño cuadrado, revelan la antigua concepción de ciudad moderna, con zonas peatonales en todas ellas. La ciudad también ofrece numerosas zonas verdes y de ocio. Este fenómeno provoca una sensación de arquitectura de presión atenuada por la baja estatura de los edificios en una combinación entre occidentalización arquitectónica y africanismo.
Se denominó Port Clarence en su fundación, llevada a cabo por los británicos, y más adelante pasó a llamarse Santa Isabel durante la etapa española. En 1973, durante la presidencia de Francisco Macías Nguema y en los primeros años de independencia, recibió el nombre actual.

## Historia

### Conquista portuguesa de la región
En 1472, en su intento por encontrar una nueva ruta hacia las Indias, el navegante portugués Fernando Poo descubrió la isla de Bioko, que llamó "Fermosa". Más tarde la isla fue bautizada con el nombre de su descubridor, Fernando Poo. A principios del siglo XVI, concretamente en 1507, el portugués Ramos de Esquivel realizó un primer intento de colonización europea en la isla de Fernando Poo. Estableció una factoría en Concepción (actual Riaba) y desarrolló las plantaciones de caña de azúcar, pero la hostilidad del autóctono pueblo bubi y las enfermedades pusieron fin rápidamente a esta experiencia.
Con los tratados de San Ildefonso en 1777 y de El Pardo en 1778, durante el reinado del rey español Carlos III los portugueses cedieron a los españoles la isla de Fernando Poo, la de Annobón y el derecho a realizar comercio en la parte continental en una zona de influencia de 800 000 km² aproximadamente en África (golfo de Biafra), a cambio de la Colonia del Sacramento en el Río de la Plata y la isla de Santa Catalina frente a las costas brasileñas (ocupadas por los españoles). La zona se extendía desde el delta del Níger hasta la desembocadura del río Ogüé —en el actual Gabón— y comprendía, además de las islas de Fernando Poo y Annobón, las islas costeras de Corisco y Elobey. 
Tras la expedición del Conde de Argelejos (Brigadier Don Fernando Felipe de los Santos Toro) y el teniente coronel Primo de Rivera, que desembarcó en la actual Luba el 24 de octubre de 1778 para tomar posesión en nombre de Carlos III de España de los Territorios del Golfo de Guinea, a bordo de los buques Santa Catalina, Soledad y el bergantín Santiago, se vieron fracasadas las diferentes tentativas de colonización por parte de España de estas tierras, quien no dedicó un particular interés en la Guinea Española, y que en 1827 autorizó que los británicos utilizaran la isla como base para la labor de persecución de la trata de esclavos.

### Fundación británica de la ciudad comoPort Clarence

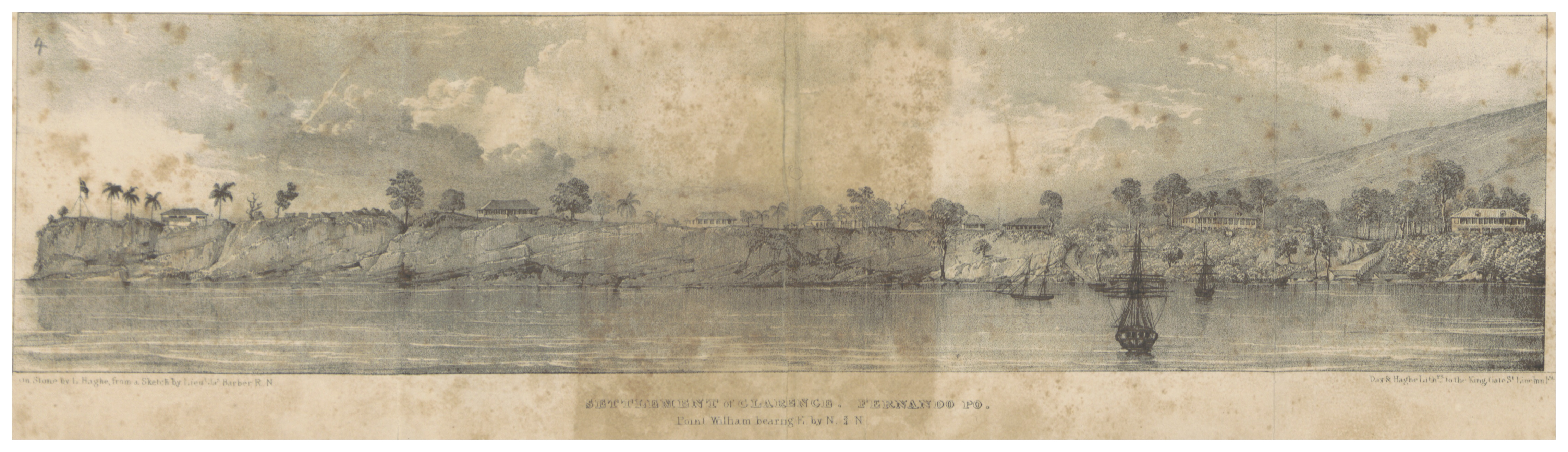
Ilustración de Port Clarence en 1840.

En 1821, el capitán británico Nelly abordó la isla de Fernando Poo. La encontró abandonada y fundó el establecimiento de Melville Bay (Riaba). Algunos años más tarde otro capitán británico, William Fitzwilliam Owen, decidió colonizar la isla y establecer en el norte de la misma —el emplazamiento de la actual Malabo— una base para los barcos británicos que perseguían a los traficantes europeos de esclavos. Es así como surge, el 25 de diciembre de 1827 Port Clarence, sobre las ruinas de un asentamiento portugués previo. El nombre fue elegido en honor al Duque de Clarence, que luego se convertiría en Guillermo IV del Reino Unido. Los bubis autóctonos de la isla la llamaron "Ripotó" («lugar de los extranjeros»). La población de la capital se fue incrementando por la llegada de los esclavos libertos de los buques apresados por la armada británica que decidían quedarse a vivir en la isla. El asentamiento de los libertos en Port Clarence fue anterior a la formación de Sierra Leona como una colonia de esclavos liberados. Los descendientes de estas personas esclavizadas y liberadas aún permanecen en la isla. A ellos se unirían otros emigrantes llegados como trabajadores libres procedentes de los actuales países de Liberia, Sierra Leona, Ghana, Costa de Marfil, Benín, Nigeria y Camerún, constituyendo el grupo de población conocido como "criollos" o fernandinos, y que tiene como lengua propia un pidgin bantú-inglés con elementos de español.
Durante el periodo de la presencia británica, los cónsules británicos se convertían automáticamente en gobernadores de la colonia. Entre ellos destacó el gobernador John Beecroft, un marino mulato británico que modernizó la capital, cuya labor fue reconocida más tarde por España erigiendo un monumento que se encuentra en Punta Fernanda.

### Control definitivo español y nueva capital comoSanta Isabel

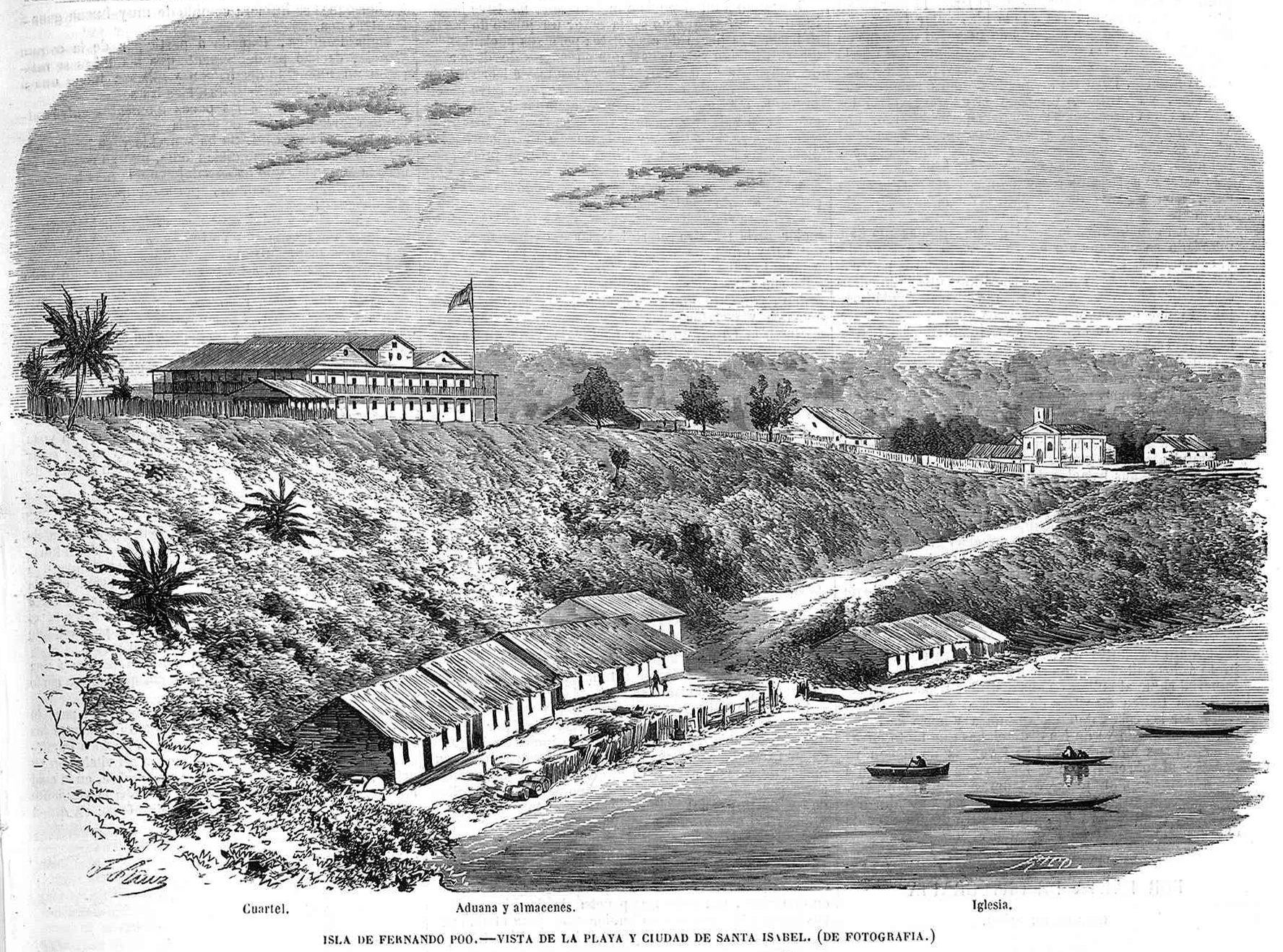
Santa Isabel (actual Malabo), circa 1857, en El Museo Universal.

En 1844, cuando ya gobernaba la reina Isabel II de España tras la regencia de su madre María Cristina y Baldomero Espartero, en un intento de modernizar España y de rescatar su patrimonio, la Corona española le hizo saber al Reino Unido su deseo de hacerse de nuevo con el control de la colonia y, por tanto, de la isla. Tardaron una década más para llevar a cabo este control directo. La capital ya contaba con mayor dinamismo y las misiones religiosas protestantes estaban teniendo mucho éxito. Ambos elementos ayudaron al cambio de actitud de España, además de las razones internas ya aludidas.
Los españoles volvieron a tomar control de la isla en 1855 y la capital Port Clarence fue rebautizada Santa Isabel, en honor a Santa Isabel de Aragón. La capital de la isla de Fernando Poo se convirtió en capital de la Guinea Española.
Su nombre actual le fue dado en 1973 como parte de la campaña del presidente Francisco Macías Nguema para sustituir los topónimos de origen europeo con nombres propiamente africanos, en honor a Malabo Lopelo Melaka, último rey bubi. Malabo, hijo del rey Moka, se entregó a los españoles, mientras que su tío Sas Ebuera, jefe de los guerreros bubi, reclamaba la legitimidad del trono bubi y se oponía a los españoles. Tras su muerte en una escaramuza con los españoles, Malabo se convirtió en rey sin oposición, pero sin atribuciones. Los clanes y localidades bubi tardaron en aceptar la soberanía española sobre la isla, y hasta 1912 no se logró con la pacificación total de la isla.

### Reinado del terror

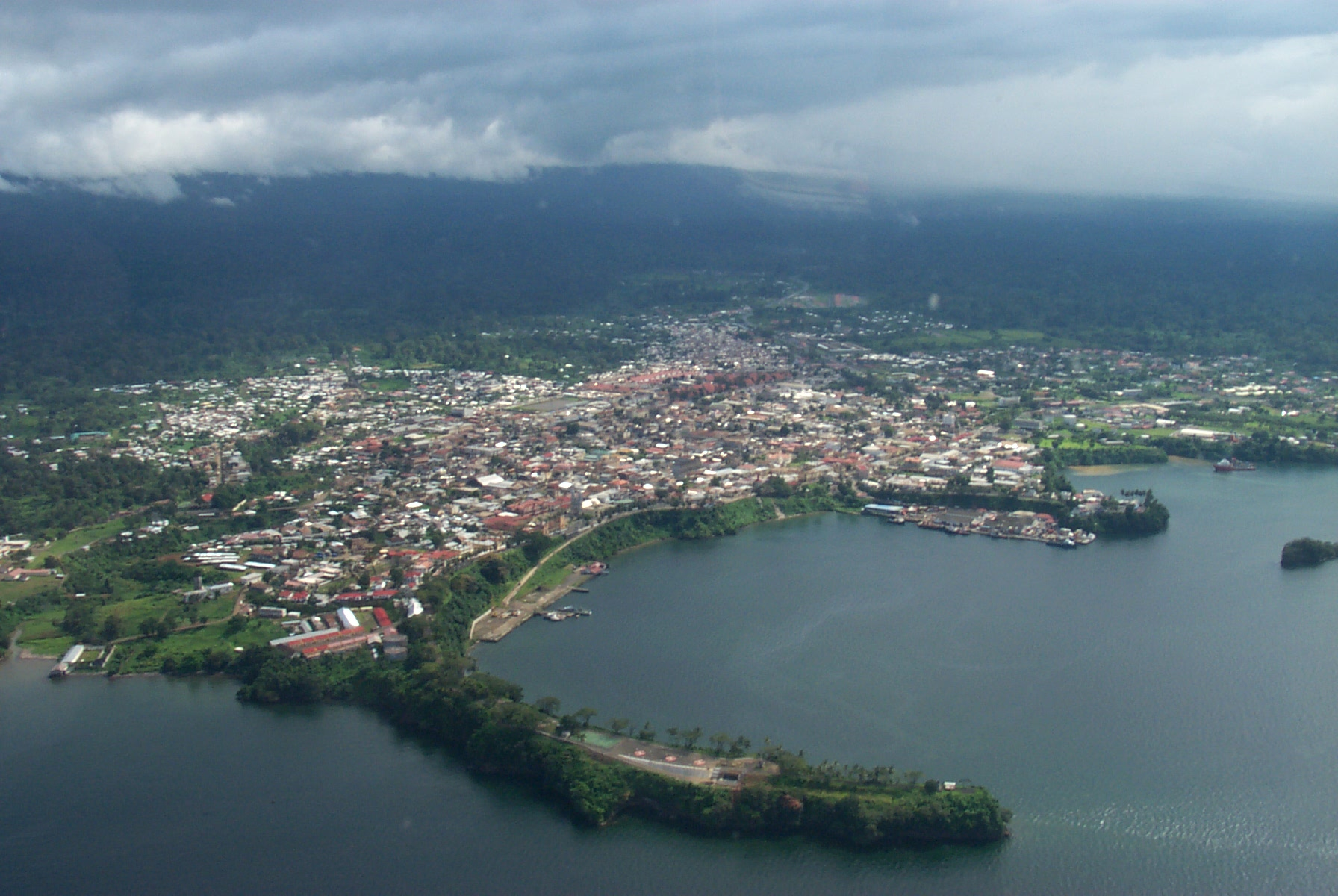
Fotografía aérea de la bahía de Malabo en los años 2000.

Tras la independencia de Guinea Ecuatorial, durante el llamado "Reinado del terror" de Macías Nguema, el dictador reprimió a gran parte de la intelectualidad del país, iniciando el proceso de acaparamiento de los puestos de la administración pública por parte de los oriundos de Mongomo y del clan esangui. Muchos de los habitantes de la ciudad tuvieron que abandonarla. En los últimos años de su mandato, prácticamente un quinto de la población del país huyó. Aún Malabo (nombre que adquirió en 1973 en el marco de los cambios de topónimos en Guinea Ecuatorial) trata de sanar sus heridas de ese período, si bien el sucesor en la jefatura del Estado, Teodoro Obiang Nguema, presidente desde 1979 mediante un golpe que depuso a Macías, no ha llevado a cabo mejoras de ninguna clase.
Detrás del cuartel cercano al Palacio del Gobernador, junto a una playa negra donde desemboca el río Cónsul, se encuentra la ignominiosa y famosa prisión Playa Negra (también conocida como prisión de Blay Beach o Black Beach según otras versiones) donde han sido encarcelados numerosas personas desde la independencia en 1968. Entre los encarcelados y torturados se encuentran muchos líderes políticos como Rafael Upiñalo, Fabián Nsue, Felipe Ondo Obiang, Martín Puye del Movimiento para la Autodeterminación de la Isla de Bioko (MAIB) o Plácido Micó de la formación socialdemócrata Convergencia para la Democracia Social (CPDS).

## Geografía

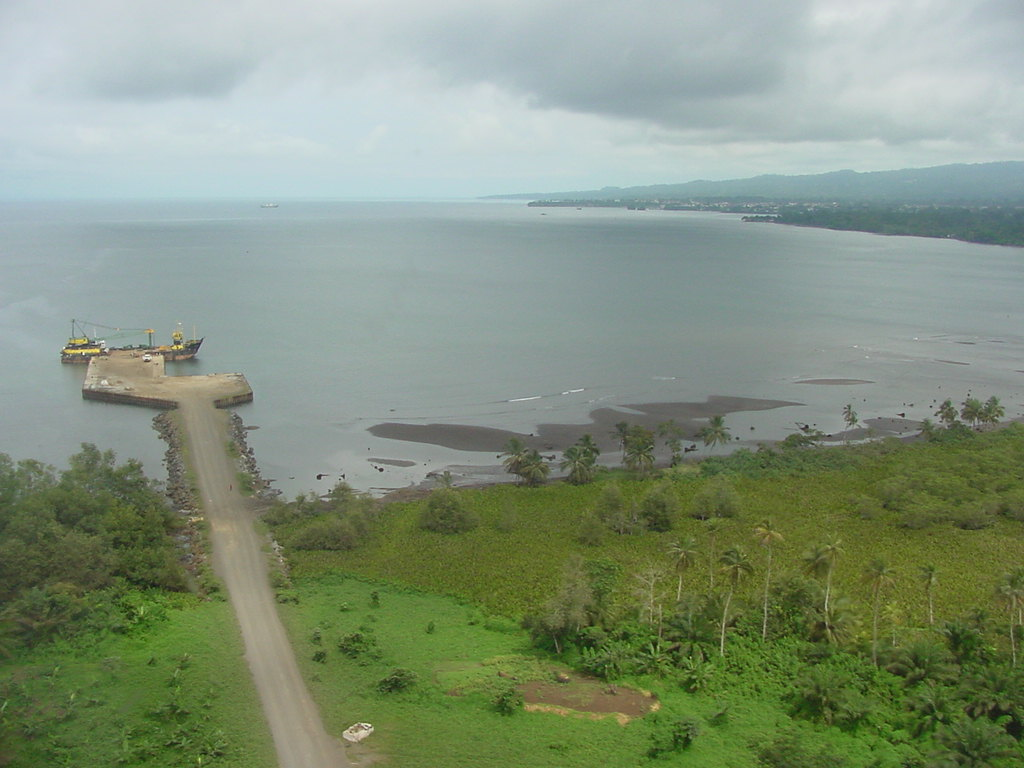
Vista de la costa atlántica, desde Malabo.

Malabo está situada al norte de la isla de Fernando Poo o Etula, en las coordenadas 3°45′7.43″ N y 8°46′25.32″ E. El sur de Malabo está limitado por el río Cónsul y justo al otro lado del río, al suroeste, se encuentra el hospital. Al oeste de la ciudad, situado a unos 9 km del centro de Malabo, se encuentra el renovado Aeropuerto de Malabo-Santa Isabel. En la región costera del norte de la ciudad se encuentran bahías y cabos. El mayor de los cabos es el de punta de la Unidad Africana situado justo detrás del Palacio Presidencial y que ocupa toda la parte oriental de la bahía de Malabo. Otro cabo de importancia es punta Europa situado en el oeste de la ciudad muy cercano al aeropuerto.

### Clima

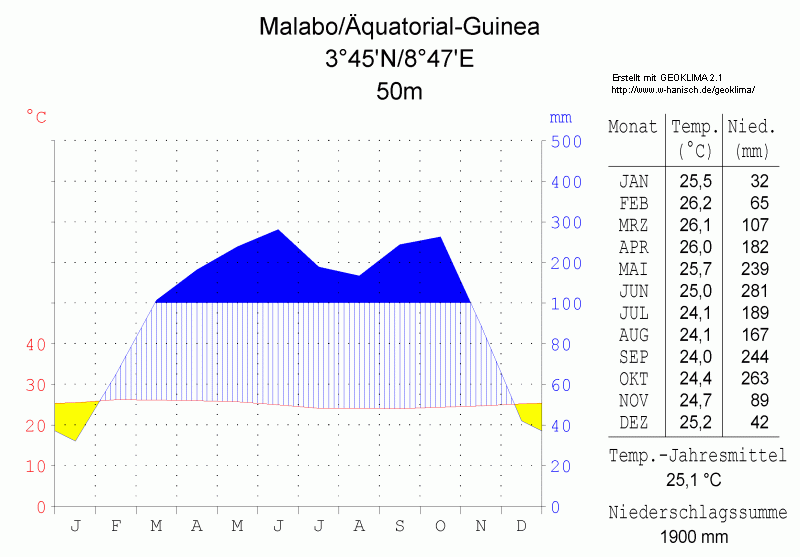
Diagrama climatológico de Malabo.

A pesar de su ubicación cercana al ecuador, Malabo tiene un clima húmedo y tropical. La ciudad tiene un promedio de 1800 mm de lluvia al año.
Malabo tiene una pequeña y corta estación seca entre diciembre y febrero y una larga estación lluviosa que cubre los nueve meses restantes. Las temperaturas durante todo el año en la ciudad son relativamente constantes, con un promedio de 25 °C.
| Parámetros climáticos promedio de Malabo, Guinea Ecuatorial | Parámetros climáticos promedio de Malabo, Guinea Ecuatorial | Parámetros climáticos promedio de Malabo, Guinea Ecuatorial | Parámetros climáticos promedio de Malabo, Guinea Ecuatorial | Parámetros climáticos promedio de Malabo, Guinea Ecuatorial | Parámetros climáticos promedio de Malabo, Guinea Ecuatorial | Parámetros climáticos promedio de Malabo, Guinea Ecuatorial | Parámetros climáticos promedio de Malabo, Guinea Ecuatorial | Parámetros climáticos promedio de Malabo, Guinea Ecuatorial | Parámetros climáticos promedio de Malabo, Guinea Ecuatorial | Parámetros climáticos promedio de Malabo, Guinea Ecuatorial | Parámetros climáticos promedio de Malabo, Guinea Ecuatorial | Parámetros climáticos promedio de Malabo, Guinea Ecuatorial | Parámetros climáticos promedio de Malabo, Guinea Ecuatorial |
| Mes                                                         | Ene.                                                        | Feb.                                                        | Mar.                                                        | Abr.                                                        | May.                                                        | Jun.                                                        | Jul.                                                        | Ago.                                                        | Sep.                                                        | Oct.                                                        | Nov.                                                        | Dic.                                                        | Anual                                                       |
| ----------------------------------------------------------- | ----------------------------------------------------------- | ----------------------------------------------------------- | ----------------------------------------------------------- | ----------------------------------------------------------- | ----------------------------------------------------------- | ----------------------------------------------------------- | ----------------------------------------------------------- | ----------------------------------------------------------- | ----------------------------------------------------------- | ----------------------------------------------------------- | ----------------------------------------------------------- | ----------------------------------------------------------- | ----------------------------------------------------------- |
| Temp. máx. abs. (°C)                                        | 32.7                                                        | 35.3                                                        | 34.0                                                        | 34.0                                                        | 32.6                                                        | 32.0                                                        | 30.0                                                        | 30.5                                                        | 31.0                                                        | 31.0                                                        | 31.7                                                        | 32.5                                                        | 35.3                                                        |
| Temp. máx. media (°C)                                       | 30.2                                                        | 31.3                                                        | 30.9                                                        | 30.5                                                        | 30.1                                                        | 28.7                                                        | 27.7                                                        | 27.7                                                        | 28.0                                                        | 28.4                                                        | 29.3                                                        | 29.8                                                        | 29.4                                                        |
| Temp. media (°C)                                            | 25.2                                                        | 25.8                                                        | 25.7                                                        | 25.7                                                        | 25.4                                                        | 24.8                                                        | 24.0                                                        | 24.0                                                        | 24.4                                                        | 24.4                                                        | 25.0                                                        | 25.0                                                        | 25.0                                                        |
| Temp. mín. media (°C)                                       | 20.3                                                        | 20.3                                                        | 20.5                                                        | 20.9                                                        | 20.8                                                        | 20.8                                                        | 20.4                                                        | 20.3                                                        | 20.8                                                        | 20.5                                                        | 20.6                                                        | 20.3                                                        | 20.5                                                        |
| Temp. mín. abs. (°C)                                        | 17.0                                                        | 16.5                                                        | 15.5                                                        | 16.5                                                        | 15.0                                                        | 18.0                                                        | 17.1                                                        | 15.0                                                        | 18.5                                                        | 17.6                                                        | 19.0                                                        | 17.5                                                        | 15.0                                                        |
| Lluvias (mm)                                                | 39                                                          | 34                                                          | 118                                                         | 186                                                         | 179                                                         | 223                                                         | 263                                                         | 181                                                         | 262                                                         | 231                                                         | 92                                                          | 30                                                          | 1838                                                        |
| Días de lluvias (≥ 0.1 mm)                                  | 4                                                           | 4                                                           | 11                                                          | 15                                                          | 18                                                          | 19                                                          | 19                                                          | 17                                                          | 22                                                          | 19                                                          | 11                                                          | 4                                                           | 163                                                         |
| Horas de sol                                                | 120.9                                                       | 118.7                                                       | 102.3                                                       | 108.0                                                       | 99.2                                                        | 63.0                                                        | 43.4                                                        | 52.7                                                        | 45.0                                                        | 68.2                                                        | 87.0                                                        | 111.6                                                       | 1020                                                        |
| Humedad relativa (%)                                        | 88                                                          | 86                                                          | 88                                                          | 89                                                          | 89                                                          | 90                                                          | 91                                                          | 92                                                          | 93                                                          | 92                                                          | 92                                                          | 90                                                          | 90                                                          |
| Fuente: Deutscher Wetterdienst                              |                                                             |                                                             |                                                             |                                                             |                                                             |                                                             |                                                             |                                                             |                                                             |                                                             |                                                             |                                                             |                                                             |

## Administración

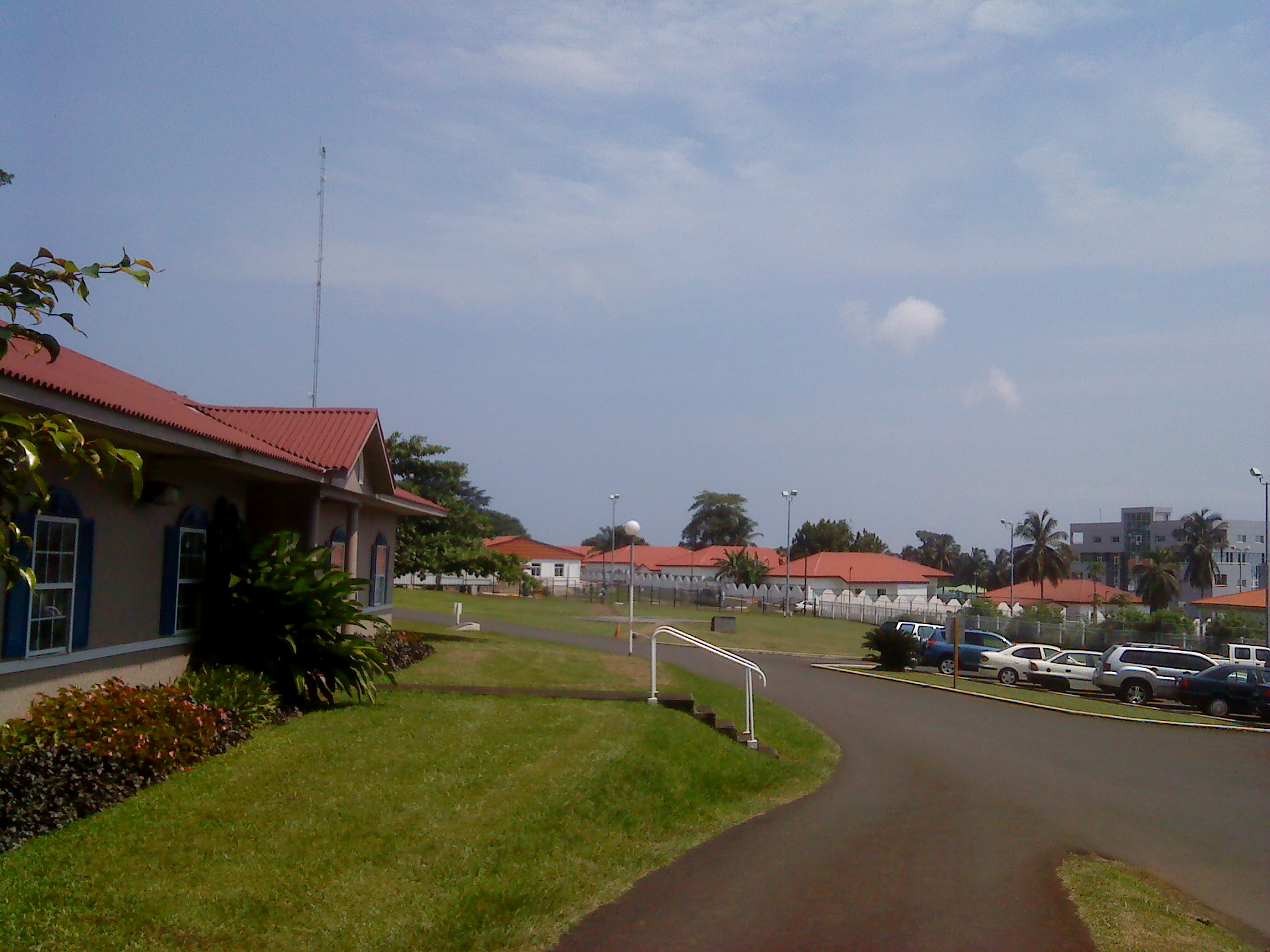
Barrio de Abayak, al oeste de Malabo, imagen de 2012.

El actual alcalde del municipio es Quintiliano Obiang Nkulu Nchama, quien establece que los servicios municipales previstos por la ley y que son responsabilidad del municipio son: abastecimiento de agua potable y otras fuentes públicas, alumbrado, pavimentación de caminos, cementerios, limpieza y saneamiento, el tratamiento sanitario de basura y desechos, desinfección y desinsectación, caso de emergencia —primeros auxilios—, las inspecciones sanitarias y de bebidas, la inspección sanitaria de la vivienda insalubre, el saneamiento, los bancos públicos, mataderos, mercados y la eliminación de agua estancada entre otros.

### Lista de alcaldes desde 1960[6]
- José Baeza
- Wilwardo Jones Níger (1960-1961)
- Abilio Balboa Arkins (1961-1967)
- Antonio Ribeiro Ebuera
- Julio Boneke Eiye
- Julián Ehapo Bomaho
- Vidal Choni Bekoba
- Tomás Alfredo King Tomas
- Rosendo Toichoa Boricó
- Felipe Beta Tobachi
- Antonio Ribeiro Ebuera
- Elías Maho Sicacha (1990-?)
- Basilio Cañadas Idjabe
- Cristina Djombe Djangani
- Vicente Ebong Uwa
- Bernardino Edu Oba
- Victorino Bolekia Bonay
- Gabriel Mba Bela
- Isabel Eraúl Ivina
- María Coloma Edjang Mbengono
- Andrés Bololo Ekobo
- Quintiliano Obiang Nkulu Nchama

## Demografía
Malabo cuenta con una población relativamente joven. Aproximadamente el 45% de su población no supera los 15 años. Cerca del 4% de la población tiene más de 65 años. La mayoría de la población vive en zonas rurales de la isla.[cita requerida]

## Economía

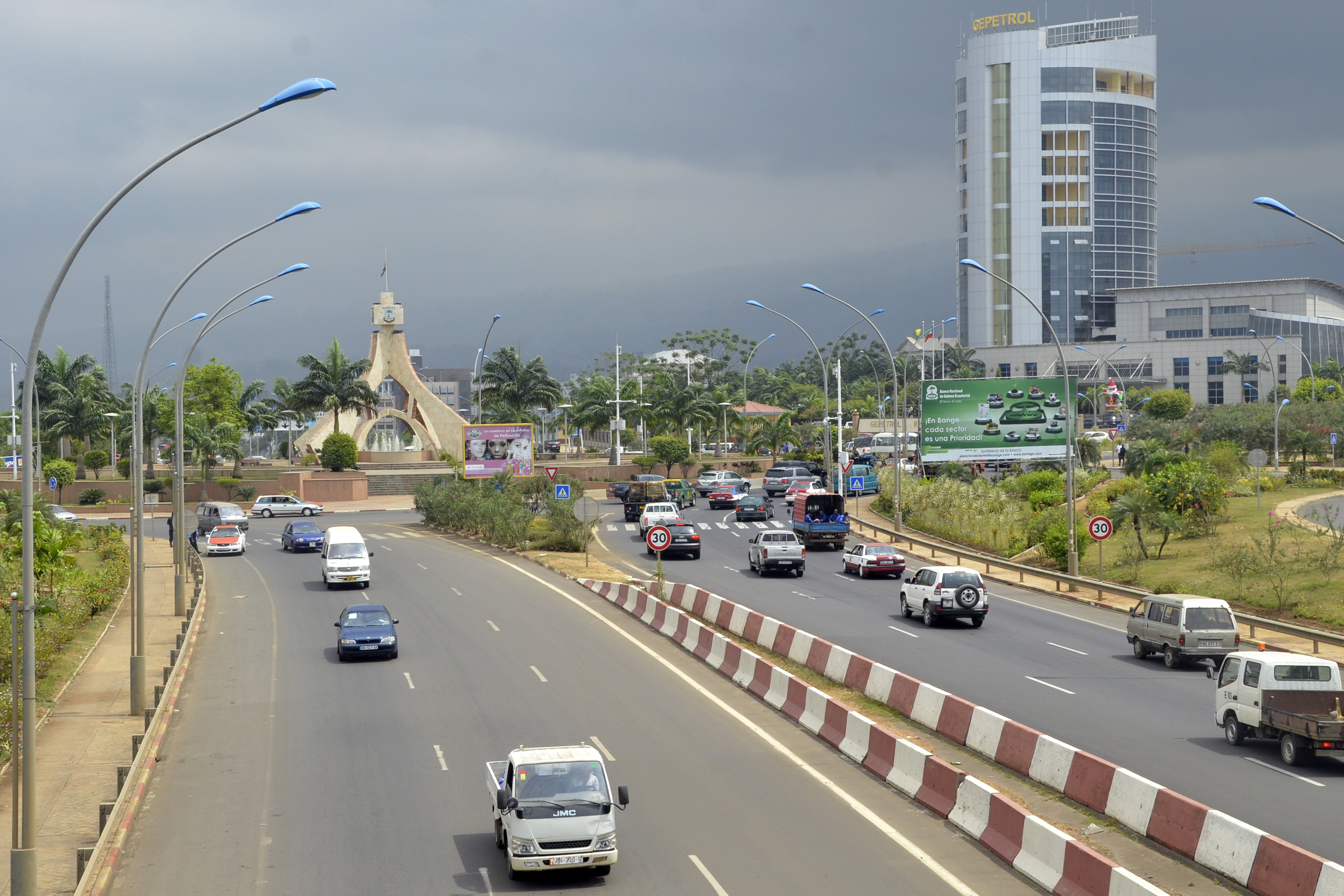
Una de las principales carreteras de Malabo en 2015.

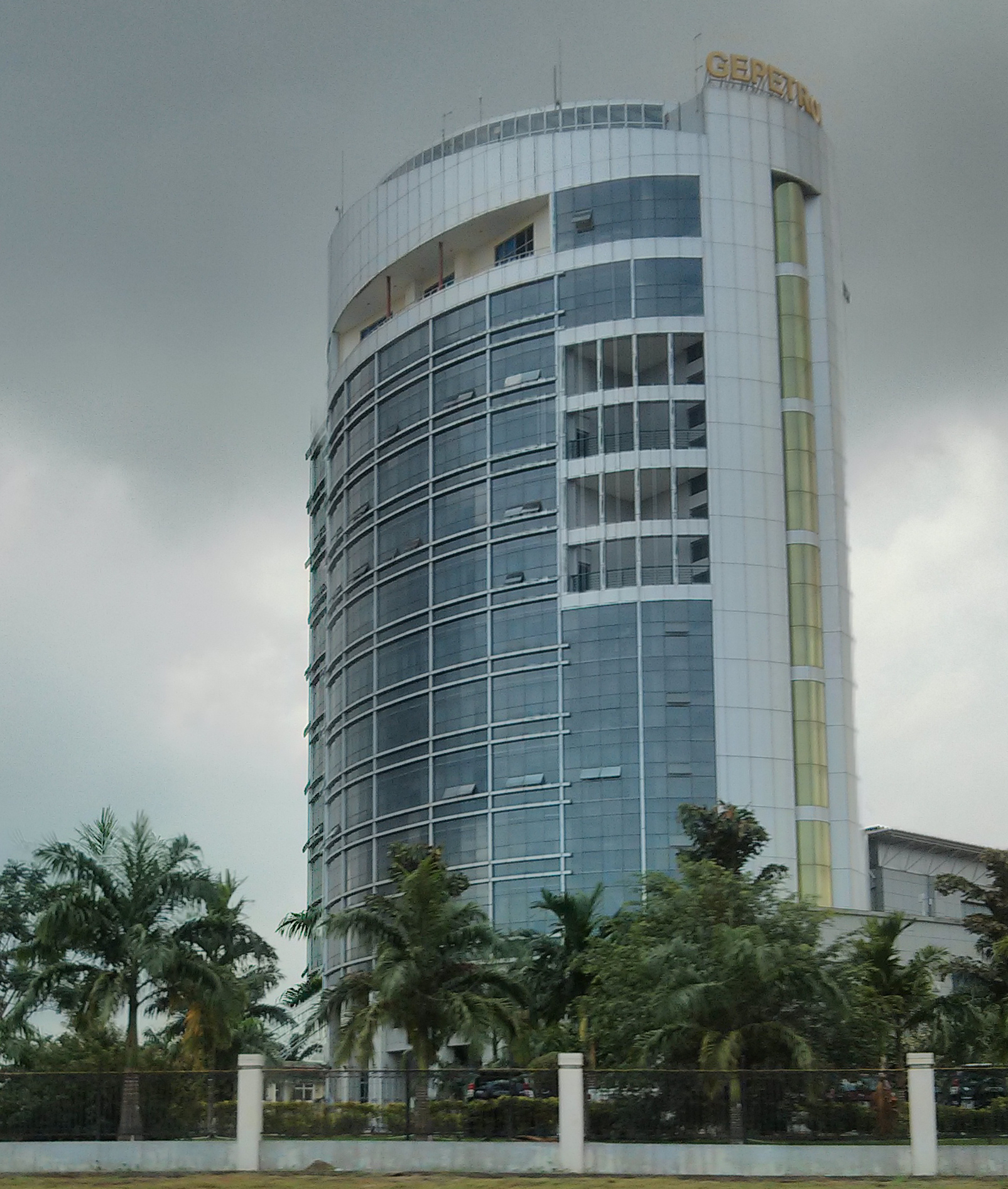
Sede social de Gepetro

Malabo es el centro comercial y financiero del país. La economía de Malabo se basa en la administración y otros servicios. También el comercio es una de las actividades económicas más destacadas e importantes, sobre todo desde la llegada de las compañías procedentes de los Estados Unidos las cuales explotan los pozos de petróleo cercanos a la costa. Este comercio también se da por la presencia de otros estadounidenses, de latinoamericanos, nigerianos, cameruneses, españoles y otros habitantes de los países de África Central que incrementan el comercio. En Malabo se encuentra la sede del BEAC o Banco de los Estados de África Central. Su edificio fue construido por el Banco Popular Español, pero tras la independencia pasó a ser la sede del Banco de Guinea Ecuatorial.
Las substanciales ganancias provenientes de la explotación petrolífera no han sido aplicadas en la reducción de pobreza de la ciudad así como tampoco del país.
La industria principal de la ciudad es la elaboración de pescado, mientras que el cacao y el café son los principales productos de exportación.
Malabo cuenta con puerto de alto tonelaje conectado principalmente con los puertos de Duala (Camerún) y Bata, así como conexión aérea a través de un aeropuerto internacional.
Existen unas 300 plazas hoteleras, de las cuales apenas 50 son de calidad.

## Transportes

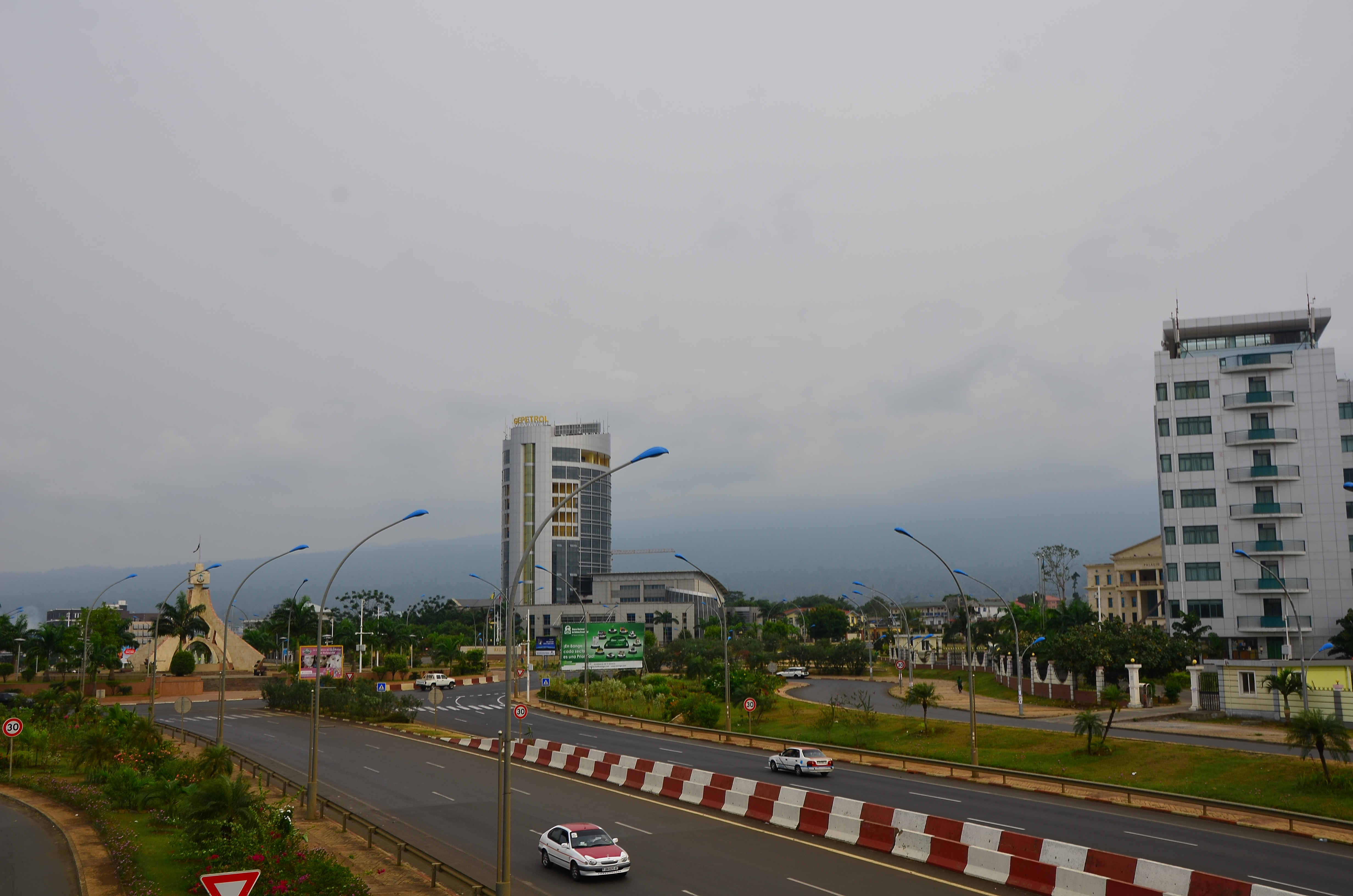
Una carretera de acceso a Malabo.

### Sistema de transporte público
El sistema de transporte en común de la capital incluye servicio de autobuses que realizan el trayecto entre el centro de Malabo y el barrio de Ela Nguema, de taxis que circulan la ciudad y las zonas periféricas, y de vehículos de alquiler llamados Avis y Europcar.

### Transporte marítimo

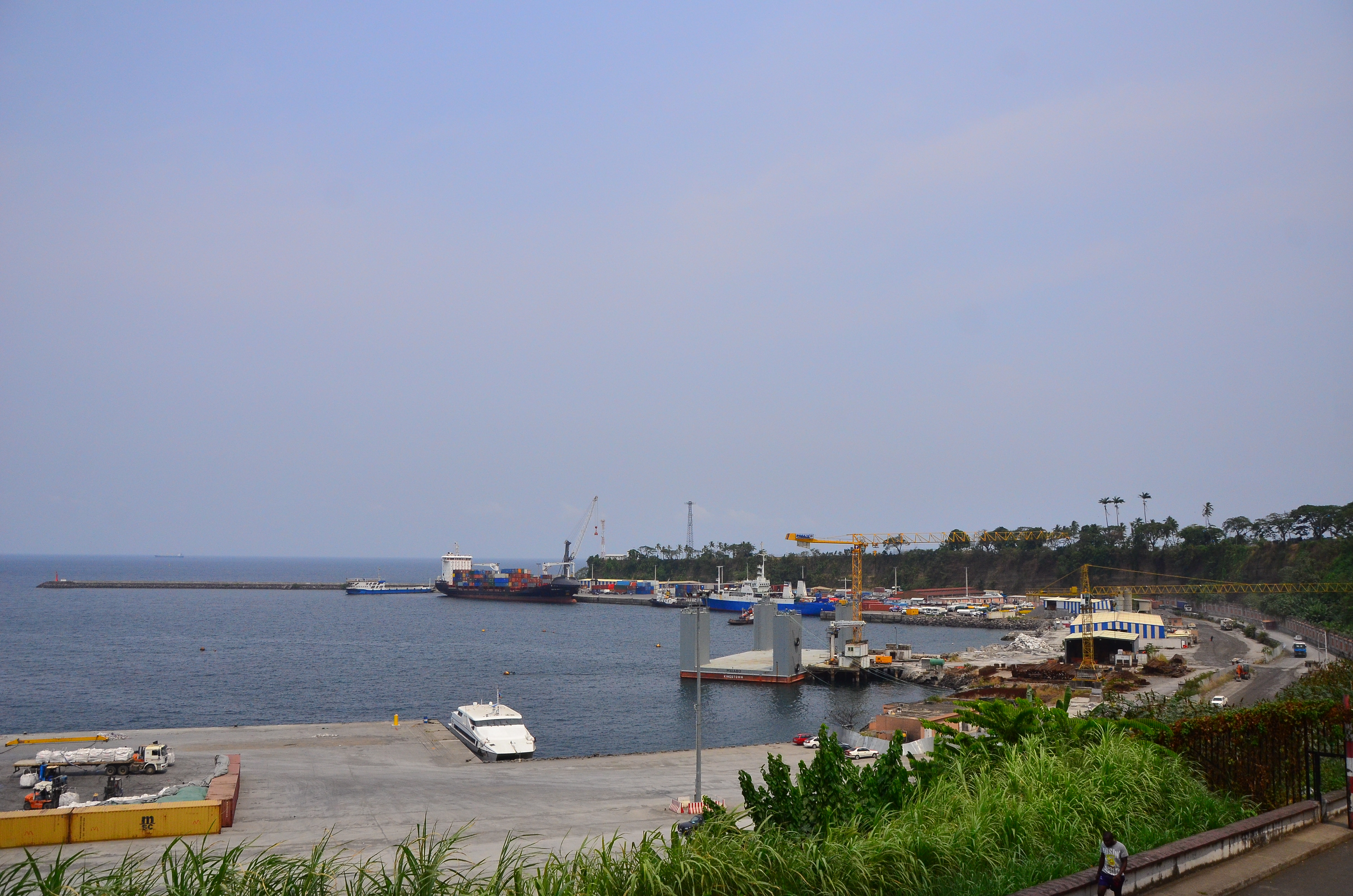
Puerto de Malabo.

El puerto de Malabo puede alcanzar una capacidad teórica de tratamiento de 200.000 toneladas/año. Los principales enlaces marítimos son con destino nacional a Bata e internacional a España y Duala en Camerún.

### Transporte aéreo

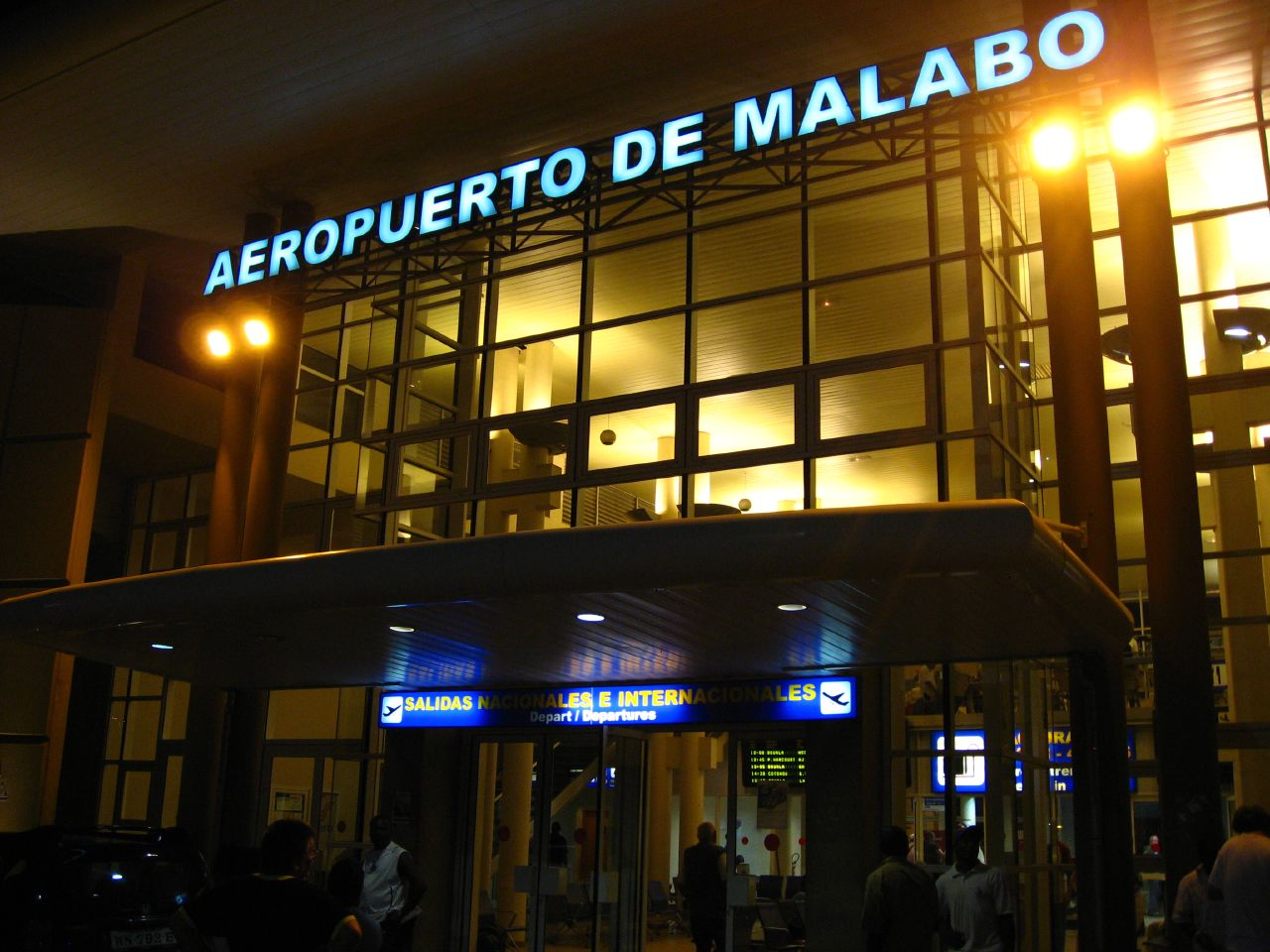
Aeropuerto de Malabo-Santa Isabel.

El Aeropuerto Internacional de Malabo sirve a la ciudad. Se sitúa a 7 km del centro en Punta Europa.
Los vuelos internacionales aterrizan en el aeropuerto de Malabo los siguientes destinos:
- Madrid (España): Ceiba Intercontinental (4 vuelos semanales)
- París (Francia): Air France (3 vuelos semanales)
- Fráncfort (Alemania): Lufthansa (3 vuelos semanales)
- Casablanca (Marruecos): Royal Air Marroc ( 2 vuelos semanales)
- Estambul (Turquía): Turkish Airlines (1 vuelo semanal)
- Cotonú (Benín): Cronos Airlines (2 vuelos semanales)
- Abiyán (Costa de Marfil): Ceiba Intercontinental (3 vuelos semanales)
- Acra (Ghana): Ceiba Intercontinental (3 vuelos semanales);
- Santo Tomé (Santo Tomé y Príncipe): Ceiba Intercontinental (3 vuelos semanales);
- Duala (Camerún) Ethiopian Airline (3 vuelos semanales); Cronos Airlines (3 vuelos semanales)
- Libreville (Gabón): Royal Air Marrocc (2 vuelos semanales)
- Port Harcourt (Nigeria): Cronos Airlines  (2 vuelos semanales)
- Adís Abeba (Etiopía): Ethiopian Airlines (3 vuelos semanales)

Desde el aeropuerto de Malabo, se puede volar a cualquiera de los otros aeropuertos en el país. Estos aeropuertos están situados en la región de Annobón, Bata, Mongomoyen, y Corisco.

## Educación
La Universidad Nacional de Guinea Ecuatorial (UNGE) y la Universidad Nacional de Educación a Distancia (UNED), esta última española y ubicada en el Centro Cultural de España en Malabo, cuentan ambas con sendas sedes en la ciudad. El Colegio Nacional Enrique Nvó Okenve, una de las universidades del país, cuenta con uno de sus dos campus en la ciudad.
En la Educación Secundaria Básica (ESBA) y Bachillerato, hay el Instituto Nacional de Enseñanza Media Rey Malabo.

## Espacios culturales

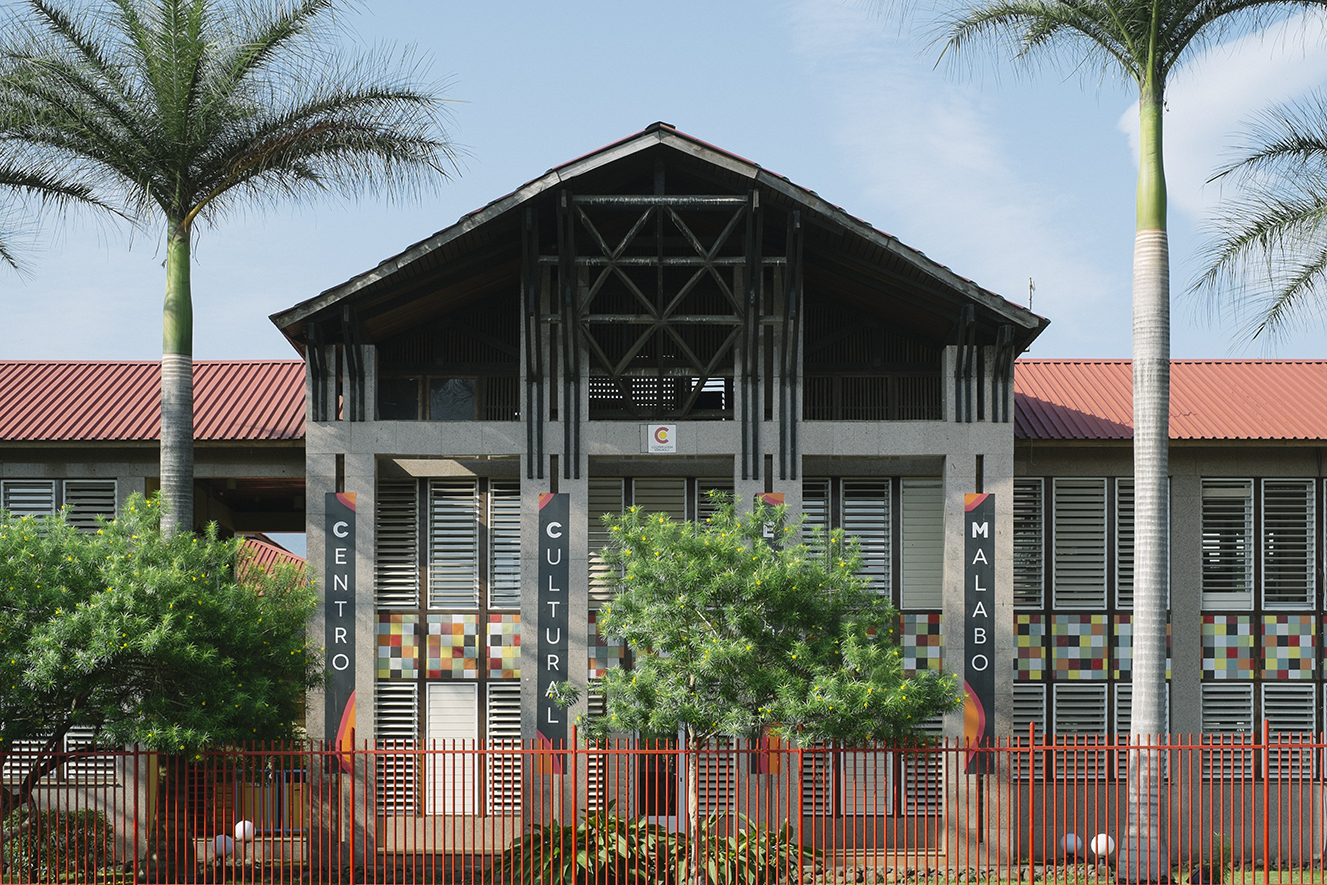
Centro Cultural de España en Malabo en la capital de Guinea Ecuatorial.

A través de la Agencia Española de Cooperación Internacional para el Desarrollo (AECID), se realizan varios proyectos de desarrollo tanto a nivel regional como nacional. Con su sede en la Oficina Técnica de Cooperación en Malabo (creada en 1984), se llevan a cabo acciones para el desarrollo de la cultura, salud, educación y fortalecimiento institucional. Destacando el Centro Cultural de España en Malabo (CCEM), fundado en 2003, donde se fomenta a los jóvenes sentirse en un espacio cultural y donde puedan dar rienda suelta a su libertad para la creatividad. También tiene otros tres ejes geográficos, para así captar el mayor número de personas de la región y contribuir a su desarrollo. Entre sus actividades están la formación, arte, cine, teatro, música y juegos, junto a los dos principales festivales: el Festival de Cine Itinerante de Guinea Ecuatorial (FECIGE) y el Festival Internacional de Hip Hop en Malabo.
Otro de los centros importantes es el Centro Cultural Hispano-Guineano, desde 2012 Centro Cultural Ecuatoguineano, que empezó siendo sede de Instituto Cardenal Cisneros, y posteriormente archivo, museo y biblioteca. Fue construido en los años 1950.
Uno de los principales museos es el Museo de arte moderno de Guinea Ecuatorial, con arte tradicional y contemporáneo del país y del continente. En la ciudad también se encuentra la Biblioteca Nacional, cuyo edificio fue construido en 1916, y que llegó a ser la jefatura de la Falange Española y de las JONS.

## Turismo

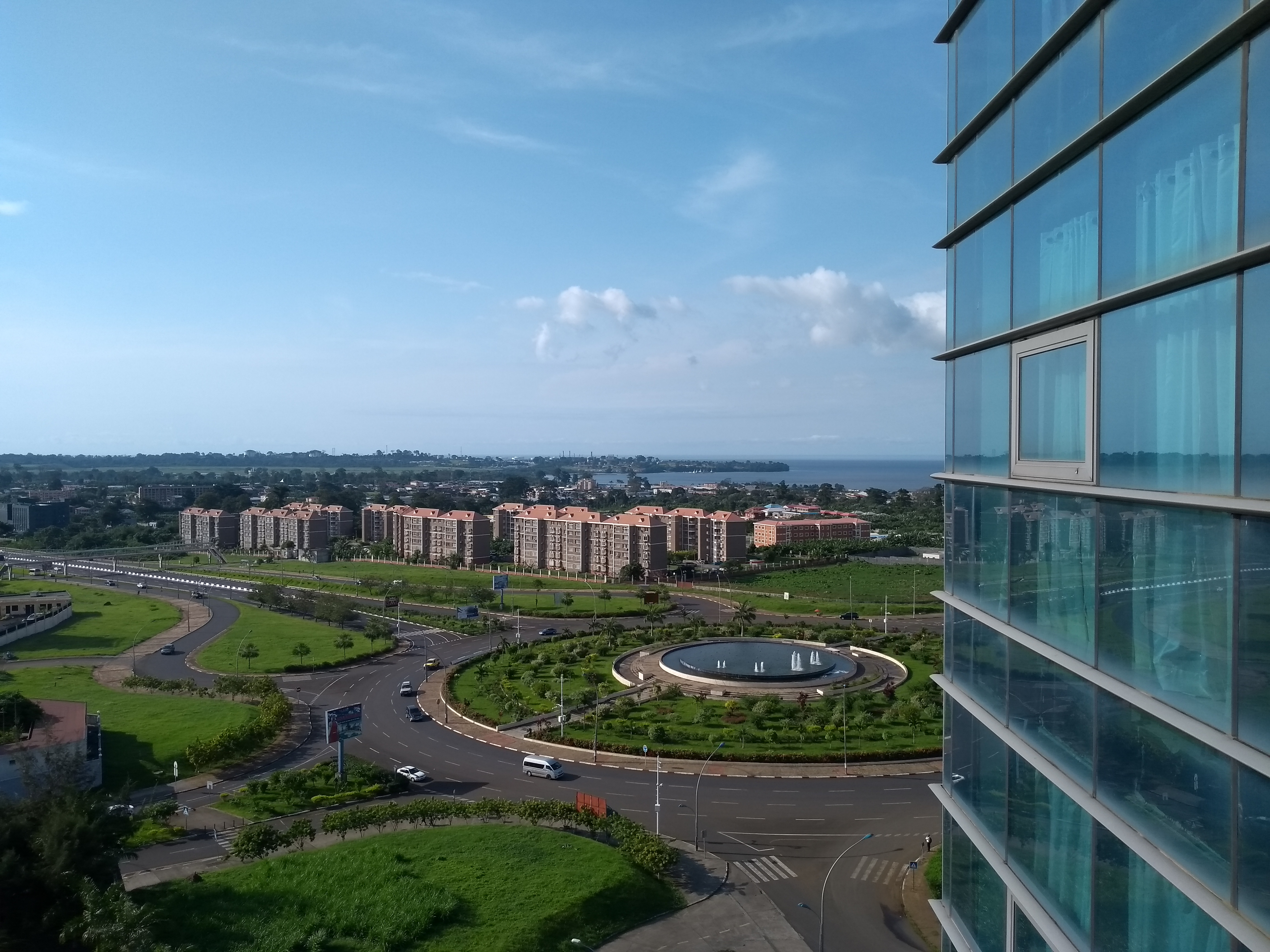
Vista de las afueras de Malabo.

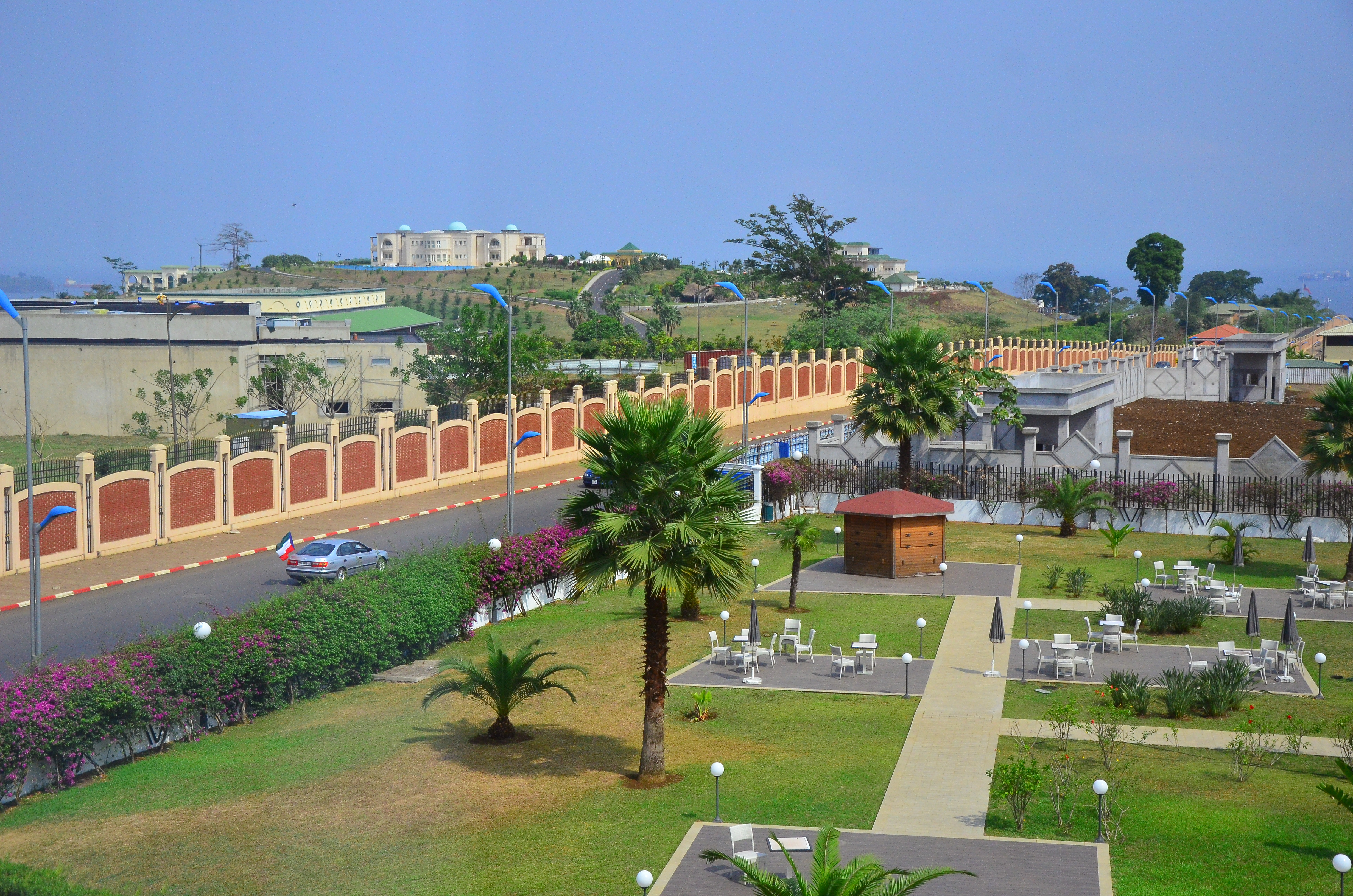
Vista parcial de Malabo.

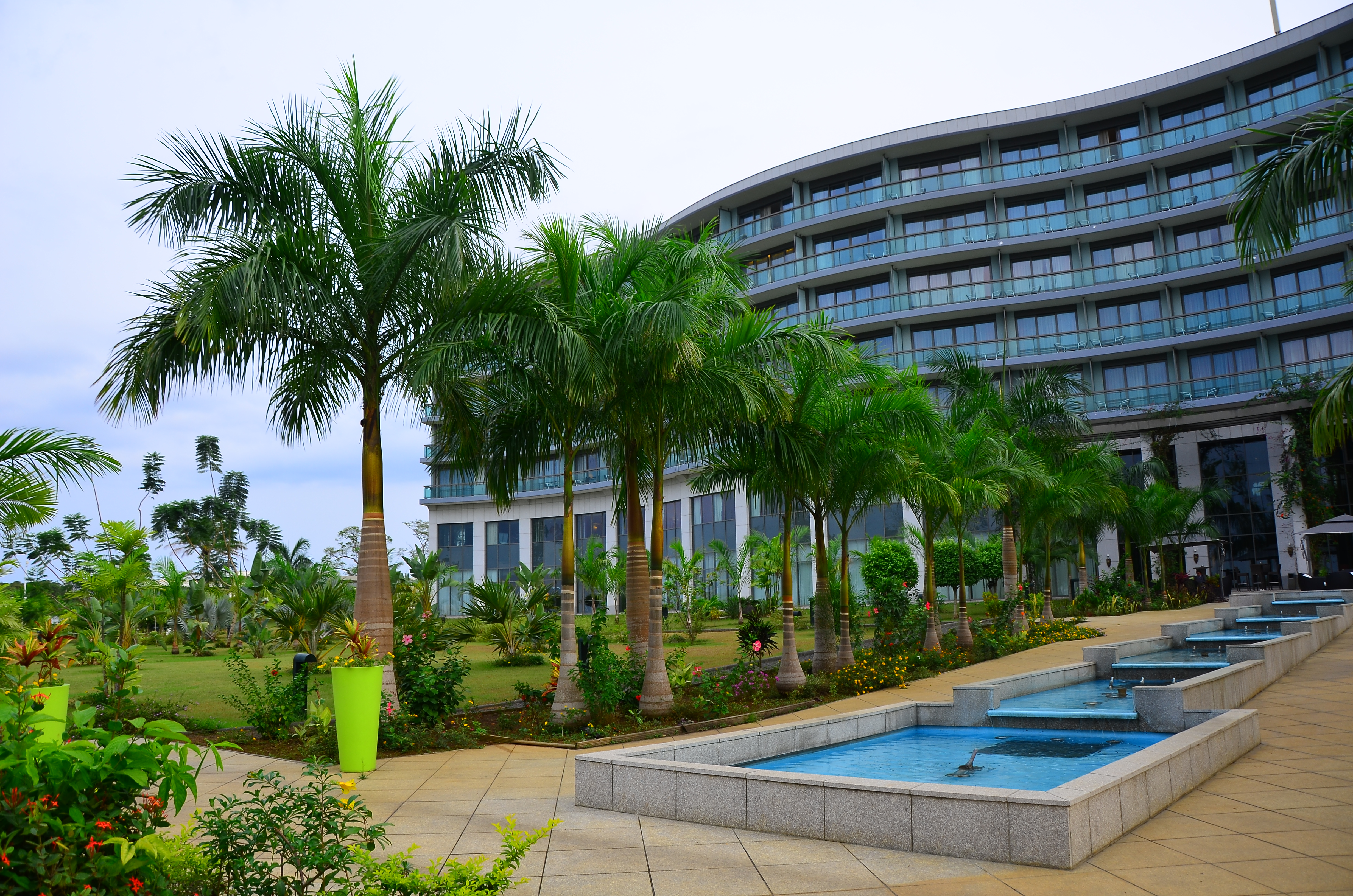
Hotel en Sipopo.

El sector turístico está conociendo un avance muy significativo. Desde el descubrimiento del petróleo se ha realizado numerosas infraestructuras. Después de la primera reunión africana realizada en dicho país, se ha observado un cambio importante en todos los aspectos vinculados a la promoción del turismo. Una de ellas es la famosa ciudad de Sipopo, la cual está diseñada para albergar un turismo de negocios y remunerador.[cita requerida]
La ciudad de Malabo, es un punto neurálgico para el turismo de Guinea Ecuatorial. En primer lugar, tiene conexión directa con las principales atracciones turísticas de la Isla de Bioko y en segundo lugar, posee una amplia gama hotelera para todo tipo de público. Entre los principales lugares turísticos accesibles desde esta ciudad pueden destacarse los siguientes:
- Ureka: Esta pequeña localidad ubicada al sur de la isla es rica en primates y pájaros. Además, destaca por sus impresionantes playas vírgenes y por sus cascadas naturales en donde es posible bañarse. Durante los meses de noviembre a febrero, es posible observar la desovación de tortugas marinas durante la noche.
- Cascadas Ilachi o Iladyi: Son las cascadas más grandes del país, con más de 250 metros de caída. Se encuentran a unos 45 minutos a pie desde la ciudad de Moca (Guinea Ecuatorial). Hay que acceder a ellas mediante una caminata por la selva cruzando varios ríos. [cita requerida]
- Pico Basilé: Es la montaña más alta de Guinea Ecuatorial, pertenece a escudo volcánico junto al monte Camerún y a la gran caldera de Luba. Con más de 3000 metros de altura es visible desde toda la ciudad de Malabo. Su acceso es relativamente sencillo al existir carreteras en muy buenas condiciones. En la cima se encuentra la increíble iglesia y la estatua de la Madre Bisila. La escultura fue creada por el escultor español Modesto Gené Roig en el año 1968.[cita requerida]

Numerosas entidades como Rumbo Malabo, Guinea Turismo y otras empresas, hacen conocer al mundo el sector turístico del país así como las virtudes y lugares más turísticos.

## Lugares de culto

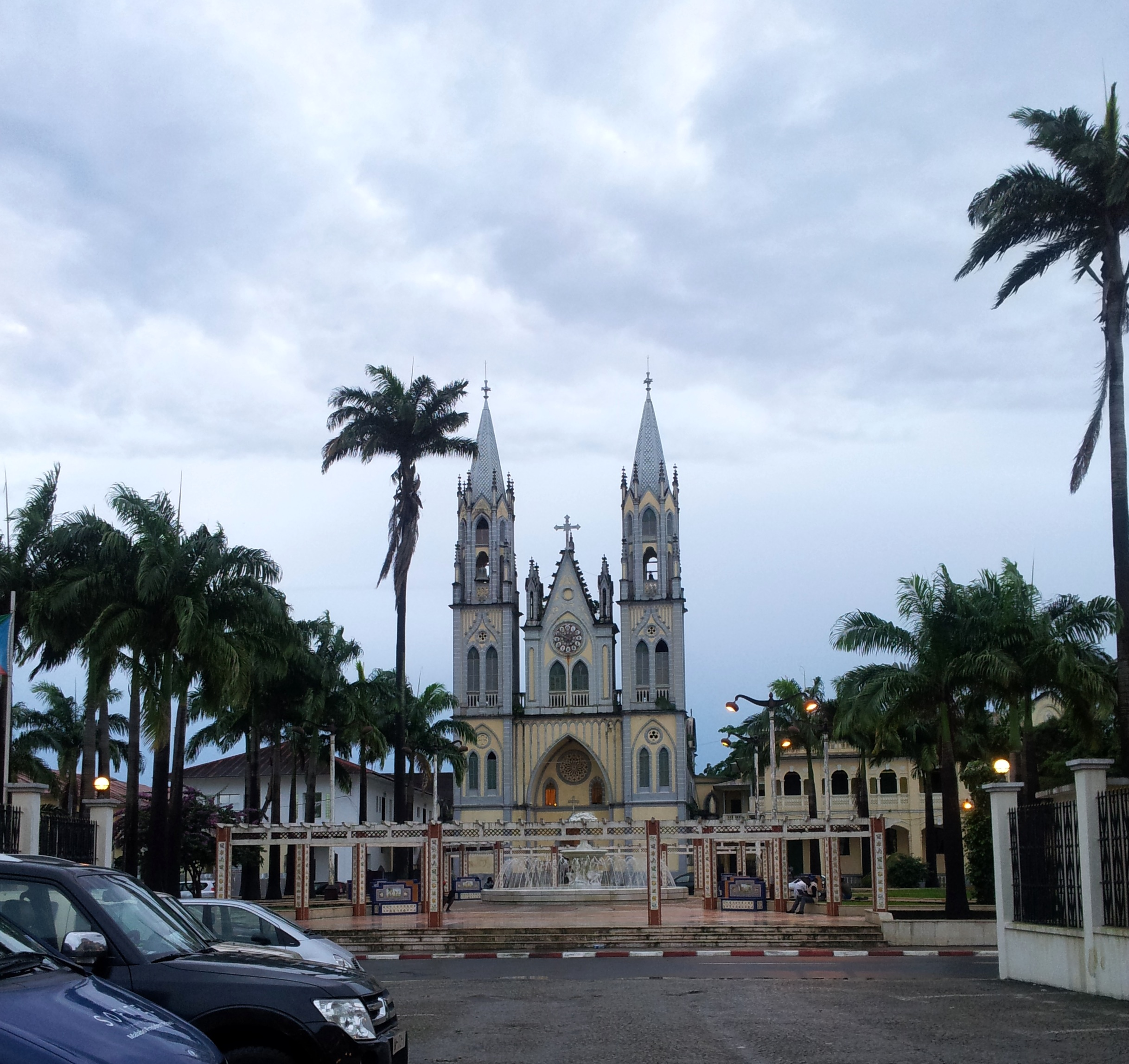
Catedral de Santa Isabel.

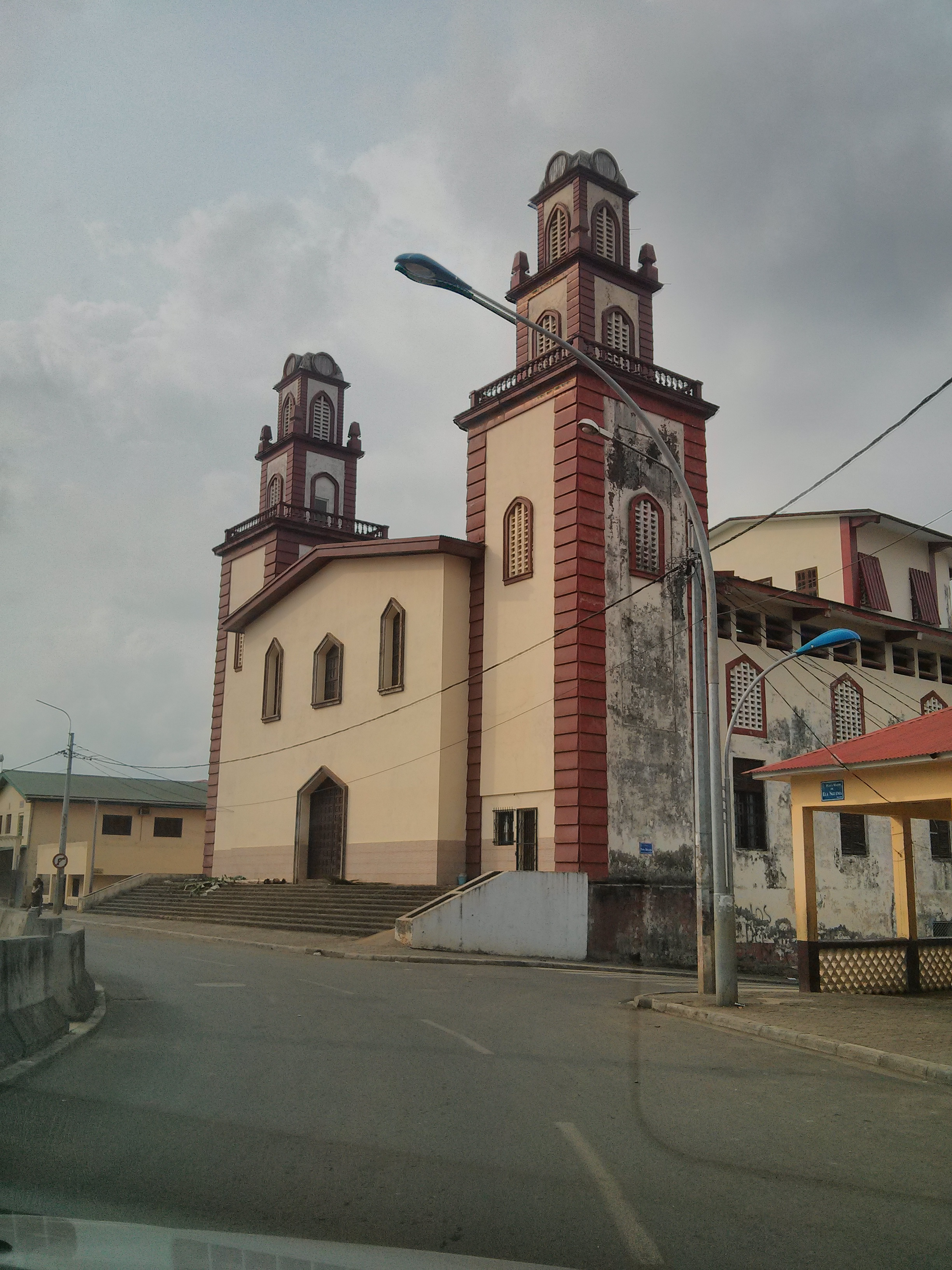
Iglesia de San Fernando, barrio de Elá Nguema.

Entre los lugares de culto, se encuentran principalmente iglesias y templos cristianos : arquidiócesis de Malabo (Iglesia católica), Iglesia universal del Reino de Dios, Asambleas de Dios. También hay mezquitas musulmanas.

## Lugares de interés
Malabo es una ciudad que conserva edificios de la época colonial tales como el Palacio de la Presidencia y el edificio del Palacio de Justicia de Malabo. En el centro también se encuentran otras construcciones coloniales, aunque están deterioradas, como los edificios de madera del siglo XIX de las calles Nigeria y Rey Boncoro.
Destacan como construcciones notables la Catedral de Santa Isabel, que es a su vez sede de la archidiócesis de Malabo. Se trata de un templo de estilo neogótico, construido entre 1897 y 1916. Su arquitecto fue Luis Segarra Llairadó y se costeó con aportaciones del gobierno de España y donaciones de fieles. Cuenta con dos torres de 40 metros de altura. Puede que el mismo Antoni Gaudí supervisara los planos.
Otros lugares de interés son La Gaditana, casa conocida anteriormente como Finca Amilivia, anterior a 1918, la casa Teodolita, de 1902 y uno de los más antiguos de la ciudad, el edificio del ayuntamiento de Malabo, la iglesia de Elá Nguema, la plaza de la Independencia, el Centro Cultural de España y la bahía del puerto.

## Gastronomía
Son famosos los restaurantes donde se sirven platos de pescado a la brasa. Se cocinan platos de carne de cocodrilo, jabalí o antílope con salsa de tomate, modica, berenjenas o cacahuete, con arroz, yuca fermentada, plátano frito o cocido.

## Deporte

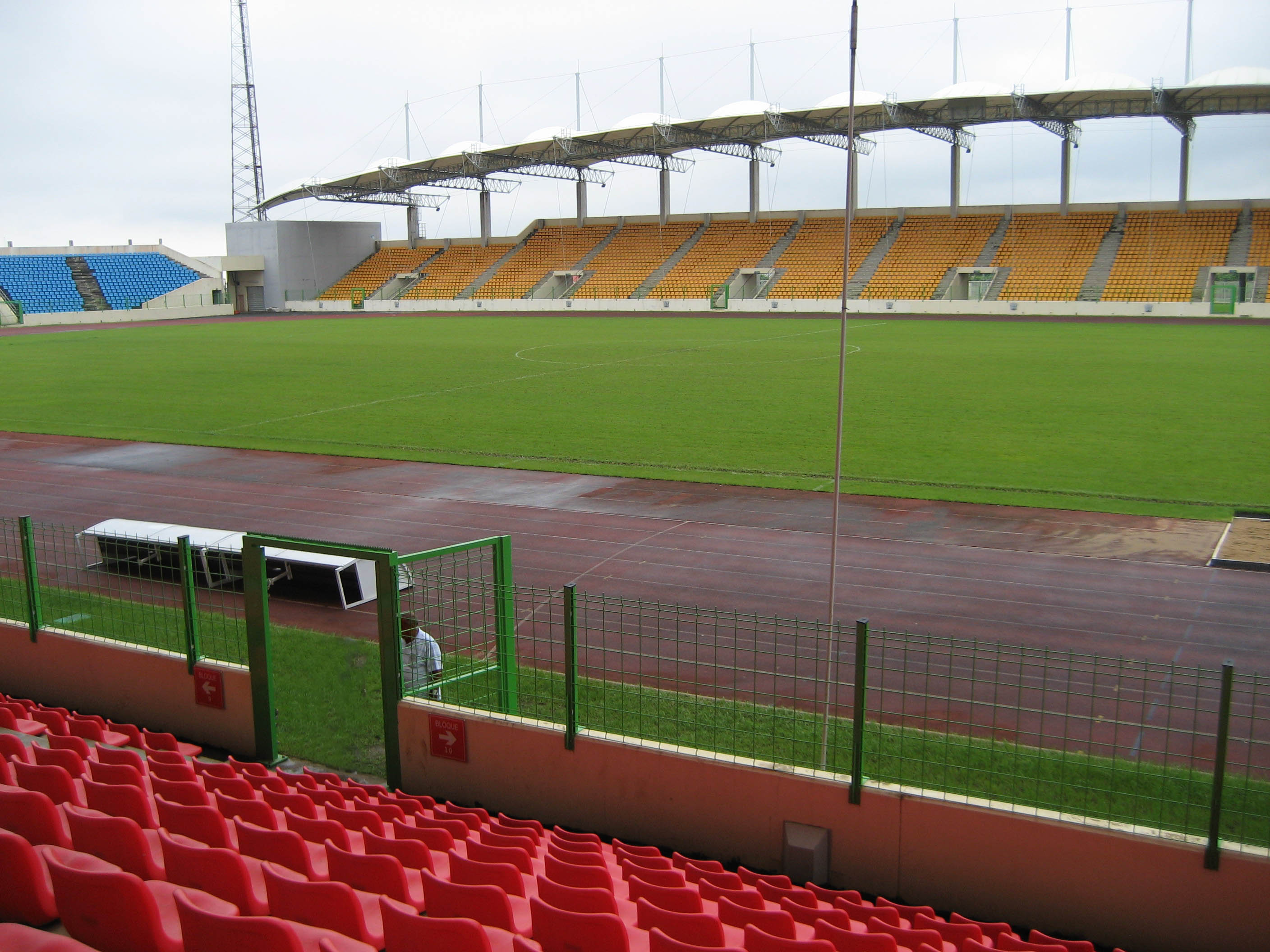
Estadio de Malabo.

La principal instalación deportiva de Malabo, y del país, es el Estadio de Malabo, con capacidad para más de 15 000 espectadores. En él se han disputado partidos internacionales, como de la Copa Africana de Naciones 2012, o donde jugó la selección de fútbol de España, en aquel momento campeona del Mundo. En este estadio también juega sus partidos el principal club del país, el Sony Elá Nguema. Otros clubes disputan sus partidos en el Estadio Internacional, con capacidad para 6000 espectadores, y donde jugaba sus partidos la selección de fútbol de Guinea Ecuatorial hasta que se inauguró el nuevo estadio.
La Copa Africana de Naciones 2012 fue organizada de forma conjunta por Gabón y Guinea Ecuatorial y una de las cuatro sedes del torneo fue el Estadio de Malabo, el principal estadio del país, inaugurado en 2007. En Malabo se disputaron seis partidos de la fase de grupos (un partido del grupo A y cinco del grupo B), y un cruce de cuartos de final.
El 16 de noviembre de 2013, la selección de fútbol de España disputó un partido amistoso contra la selección de fútbol de Guinea Ecuatorial. Se trataba de la primera visita de una selección europea al país, y el encuentro fue criticado por varios estamentos, como el presidente de la Liga Nacional de Fútbol Profesional, Javier Tebas, debido a la situación política del país y el gobierno de Teodoro Obiang.
Algunos de los principales clubes del país, que han ganado en varias ocasiones la Primera División de Guinea Ecuatorial son de la ciudad de Malabo. El club con más títulos de liga es el Sony Elá Nguema con 14. Otros clubes de la ciudad que se han proclamado campeones de liga son el Renacimiento Fútbol Club, el Atlético Malabo o el Cafe Bank Sportif. Otro de los clubes de la ciudad es el Atlético Semu, campeón en una ocasión de la Copa Ecuatoguineana.
Otro de los clubes importantes de la ciudad es el Malabo Kings de baloncesto, que ha sido campeón del país, y que en 2013 se proclamó campeón del Campeonato de la Zona Centro de África de baloncesto, al ganar en Kinsasa al Talia, de Gabón. El Malabo Kings ya había quedado segundo en 2011, en Yaundé (Camerún). En 2013 se celebró en Malabo el I Campus de Baloncesto Ciudad de Malabo, organizado por la Federación de Baloncesto de Guinea Ecuatorial y el Club de Baloncesto Conejero, de España.

## Ciudades hermanadas
- Acayucan, México
- Celaya, México
- Guadalajara, México[27]
- Río Caribe, Venezuela
- La Habana, Cuba
- Cúcuta, Colombia